# District de Mezőkövesd
Le district de Mezőkövesd (en hongrois : Mezőkövesdi járás) est un des 16 districts du comitat de Borsod-Abaúj-Zemplén en Hongrie. Créé en 2013, il compte 42 128 habitants et rassemble 23 localités : 21 communes et 2 villes dont Mezőkövesd, son chef-lieu.
Cette entité existait déjà auparavant, jusqu'à la réforme territoriale de 1983 qui a supprimé les districts.

## Localités
Les deux villes sont indiquées en gras.
- Bogács
- Borsodgeszt
- Borsodivánka
- Bükkzsérc
- Bükkábrány
- Cserépfalu
- Cserépváralja
- Csincse
- Egerlövő
- Kács
- Mezőkeresztes
- Mezőkövesd (chef-lieu)
- Mezőnagymihály
- Mezőnyárád
- Négyes
- Szentistván
- Szomolya
- Sály
- Tard
- Tibolddaróc
- Tiszabábolna
- Tiszavalk
- Vatta